# Eleccions generals japoneses de 1996
Les eleccions generals japoneses de 1996 (第41回衆議院議員総選挙, Dai 41 Kai Shūgiin Giinsō Senkyo) es van celebrar el 20 d'octubre de 1996 per tal de renovar els 500 diputats de la Cambra de Representants del Japó, els quals haurien de triar el Primer Ministre del Japó. Les eleccions es convocaren de manera anticipada després de la dissolució de la cambra el 27 de setembre de 1996.

## Antecedents
En 1996, el president del Japó Tomiichi Murayama va dimitir i el tripartit de Partit Liberal Democràtic del Japó (PLD), Nou Partit Pioner (NPP) i Partit Socialdemòcrata (PSD) va seguir governant encapçalat pel president del PLD, Ryūtarō Hashimoto. Les eleccions generals a la Cambra de Representants no s'haurien d'haver fet d'acord amb els terminis habituals fins al juliol de 1997 però Hashimoto va dissoldre la cambra i convocar noves eleccions. Aquesta decisió de convocar eleccions anticipades era àmpliament esperada, ja que el Primer Ministre Hashimoto, en el càrrec des del gener de 1996, estava en un pic de popularitat i, a més, s'esperava una controvertida pujada d'impostos per a l'abril de 1997.

## Sistema electoral
Aquestes eleccions d'octubre van ser les primeres en ser fetes amb un nou sistema electoral mixt, consistent en una combinació de circumscripcions uninominals per vot únic no transferible i plurinominals mitjançant mètode d'Hondt, per tal de triar els membres d'una Cambra de Representants més reduïda (des dels anteriors comicis, passà de 511 a 500 escons) i amb noves lleis per al control del finançament de les campanyes electorals.

## Campanya electoral
L'oposició majoritària al govern del PLD, que havia governat el país des de 1955 fins al 1993 de manera continuada, estava formada pels partits de centredreta Partit del Nou Progrés (PNP) i el seu lider Ichirō Ozawa, el recentment creat Partit Democràtic (PD) creat per membres del Partit Socialdemòcrata (PSD) i del Nou Partit Pioner (NPP) crítics amb el govern de coalició dels seus partits amb el PLD i, finalment, pel Partit Comunista del Japó (PCJ). La campanya electoral se centrà en temes com la reforma administrativa, la desregulació econòmica, la disminució del poder dels buròcrates i l'abans esmentada pujada prevista a l'impost al consum (d'un 3% al 5%). El PLD, proper a les grans empreses, va enfatitzar que el Japó ja estava eixint de la recessió econòmica, mentre que el PNP va prometre una moratòria a la pujada d'impostos, una transformació econòmica i una política lliure d'escàndols de corrupció com els que havien afectat al PLD. En total, un nombre rècord de 1503 candidats (d'ells 153 eren dones) van competir pels 500 escons de la cambra. La campanya electoral començà el 8 d'octubre.

## Jornada electoral
Durant la jornada electoral es va poder vore la més baixa participació en molts anys (menys d'un 60%). Els resultats donaren el triomf al PLD, el qual quedà a només 12 escons de la majoria absoluta a la cambra. Contràriament, el PSD, refundació del Partit Socialista del Japó (PSJ) dirigit per Takako Doi van patir una davallada que només els va permetre retindre la meitat dels seus diputats mentres que el PNP va perdre quatre escons. Després d'això, s'esperava que el PLD poguera reeditar fàcilment un nou govern de coalició. No obstant això, es va vore com això era més dificil del que semblava i, finalment i a l'últim moment, Ryūtarō Hashimoto va ser reelegit el 7 de novembre Primer Ministre com a cap d'un govern en minoria.

## Resultats

### Generals
|                    |                                |                  |                  |                  |                    |                    |                    |               |
| Partit             | Partit                         | Circ. uninominal | Circ. uninominal | Circ. uninominal | Circ. proporcional | Circ. proporcional | Circ. proporcional | Escons totals |
| Partit             | Partit                         | Vots             | %                | Escons           | Vots               | %                  | Escons             | Escons totals |
|                    | Partit Liberal Democràtic      | 21.836.096       | 38,63            | 169              | 18.205.955         | 32,76              | 70                 | 239           |
|                    | Partit del Nou Progrés         | 15.812.326       | 27,97            | 96               | 15.580.053         | 28,04              | 60                 | 156           |
|                    | Partit Comunista del Japó      | 7.096.766        | 12,55            | 2                | 7.268.743          | 13,08              | 24                 | 26            |
|                    | Partit Democràtic              | 6.001.666        | 10,62            | 17               | 8.949.190          | 16,10              | 35                 | 52            |
|                    | Candidats independents         | 2.508.810        | 4,44             | 9                | –                  | –                  | –                  | 9             |
|                    | Partit Socialdemòcrata         | 1.240.649        | 2,19             | 4                | 3.547.240          | 6,38               | 11                 | 15            |
|                    | Nou Partit Pioner              | 727.644          | 1,29             | 2                | 582.093            | 1,05               | 0                  | 2             |
|                    | Unió de la Reforma Democràtica | 149.357          | 0,26             | 1                | 18.884             | 0,03               | 0                  | 1             |
|                    |                                |                  |                  |                  |                    |                    |                    |               |
|                    | Altres partits                 | 1.155.108        | 2,30             | 0                | 1.417.077          | 2,58               | 0                  | 0             |
|                    |                                |                  |                  |                  |                    |                    |                    |               |
| Total              | Total                          | 56.528.422       | 100              | 300              | 55.569.195         | 100                | 200                | 500           |
| Vots vàlids        | Vots vàlids                    | 56.528.422       | 97,02            | –                | 55.569.195         | 95,42              | –                  | –             |
| Vots blancs i nuls | Vots blancs i nuls             | 1.734.508        | 2,98             | –                | 2.670.219          | 4,58               | –                  | –             |
| Participació       | Participació                   | 58.262.930       | 59,65            | –                | 58.239.414         | 59,62              | –                  | –             |
| Cens               | Cens                           | 97.680.719       | –                | –                | 97.680.719         | –                  | –                  | –             |
| Font:              |                                |                  |                  |                  |                    |                    |                    |               |